# 龙华镇 (赣州市)
龙华镇，是中国江西省赣州市南康市下辖的一个乡镇级行政单位。原为龙华乡，2021年1月6日，经省政府批准，撤乡设镇，以原龙华乡行政区域为龙华镇行政区域。

## 行政区划
龙华镇现辖：
崇文村、丹材村、双江村、腊树村、上蒙村、沙田塅村、新华村、高峰村、新文村、中古村、龙凤村、大坑村、下村、牛石村、赤江村、中岭村、黄塘村。